# Jacob Metius
Jacob Adriaensz Metius, talvolta riportato come Jacobus, James o Jacques Metius (Alkmaar, 1580 – Alkmaar, 24 giugno 1628) è stato un inventore olandese, specialista nella lucidatura di lenti ottiche.
Nato ad Alkmaar, è il fratello di Adriaan Adriaanszoon, detto Metius. Il suo nome è associato all'invenzione del telescopio con Hans Lippershey e Zacharias Janssen. Poco si sa di lui prima della sua invenzione nel 1608. Morì ad Alkmaar tra il 1624 e il 1631.

## L'invenzione del telescopio

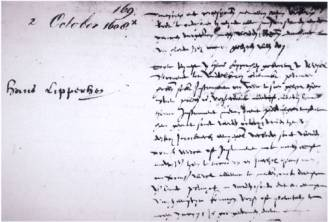
Domanda di brevetto Hans Lippershey

Nell'ottobre 1608, Jacob Metius depositò un brevetto presso l'Estates General per un oggetto che consente "vedere cose lontane come se fossero vicine". Il suo sistema consiste in una lente convergente e una lente divergente collocata in un tubo, il cui potere di ingrandimento è di 3 o 4 volte. La sua qualità ottica è superiore al telescopio offerto da Hans Lippershey poche settimane prima.